# Liste der Monuments historiques in Damas-et-Bettegney
Die Liste der Monuments historiques in Damas-et-Bettegney führt die Monuments historiques in der französischen Gemeinde Damas-et-Bettegney auf.

## Liste der Objekte
| Bezeichnung | Beschreibung          | Standort                       | Kennzeichnung | Schutzstatus | Datum | Bild |
| ----------- | --------------------- | ------------------------------ | ------------- | ------------ | ----- | ---- |
| Glocke      | Bronze, 1781 gegossen | in der Kirche St-Médard (Lage) | PM88000191    | Classé       | 1961  |      |